# 前田利貴
前田 利貴（まえだ としたか、1917年（大正6年）2月4日 - 1948年（昭和23年）9月9日）は、日本の軍人。最終階級は陸軍大尉。

## 略歴
加賀前田家の分家、前田男爵家の嫡子として生まれる。利貴の出た家は、加賀藩主・前田斉泰の十二男・前田利武が男爵になったことにはじまる。利貴の父である前田利功（としこと）は、元富山藩主・前田利聲の三男で、利武の養子となって男爵家を継いだ。学習院を経て、1940年（昭和15年）に法政大学法学部を卒業し、三井物産に入社する。
その後、太平洋戦争で出兵し、インドネシアで終戦を迎える。オランダ軍によりティモール島クーパンの収容所に収容され、戦犯として、1948年（昭和23年）4月29日に行われた裁判で死刑を宣告される。1948年（昭和23年）9月9日、穴井秀夫兵長とともに処刑される。

## 人物
- 馬術が得意で、学生時代にはしばしば大会で優勝し、次期オリンピック候補として知られていた。
- 戦犯としての罪状は、特務機関長として、サウ島の現地民にスパイ容疑で拷問を加えて死に至らしめたであるが、現地民は『前田は曲つた事のきらひな真直な人間だ、善人であるからなんとか助けて下さい』と嘆願し、最後の公判の時まで前田の為に有利な証言をしたという。前田は将校でかつ華族の子弟であり、法学士であったため、オランダ軍からは非常に反感を持たれていたようである。前田は弟たちへの手紙に『如何に兄を極悪人なりと軍法会議で決定しても一般の声は善人なりと言ふ。之れ丈でも充分ではないか』と述べている。

## 最後
死の前日、残る死刑囚に世話になったお礼の文を書き、「最後の希望として検事に申し出たこと」を次のように伝えた。
翌日、前田と穴井秀夫兵長は書き置いたとおりの手順と態度で銃殺された。大きい声で歌も歌い、2人で何事か言葉を交わして笑い声をあげた直後、発射音が響いたという。オランダ兵たちも、この歌声と笑い声の最期には畏れと驚きを感じたようで、収容所内での虐待がその時から止んだという。

## 関連書籍
- 『平和の発見』花山信勝（朝日新聞社、1949年）
- 『限界状況における 日本人の死生観』山内舜雄（大蔵出版、1991年）
- 『戦争論2』小林よしのり（幻冬舎、2001年）